# Enugu Norte
Enugu North é uma Área de Governo Local de Enugu (estado), Nigéria. Sua sede é na cidade de Enugu.
Tem uma área de 106 km² e uma população de 242.340 no recenseamento de 2006.
O código postal da área é 400.